# Aartsbisdom Montevideo

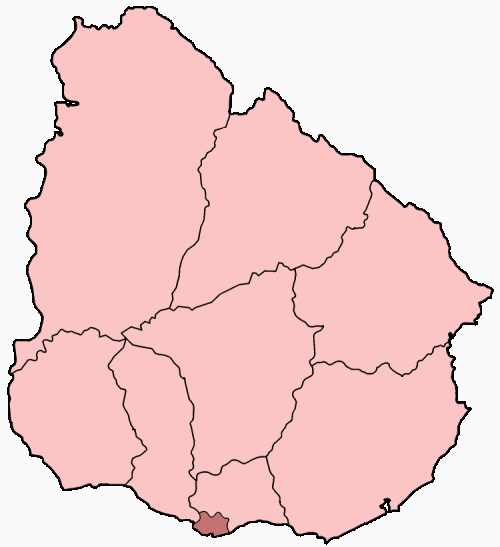
Het aartsbisdom Montevideo binnen Uruguay

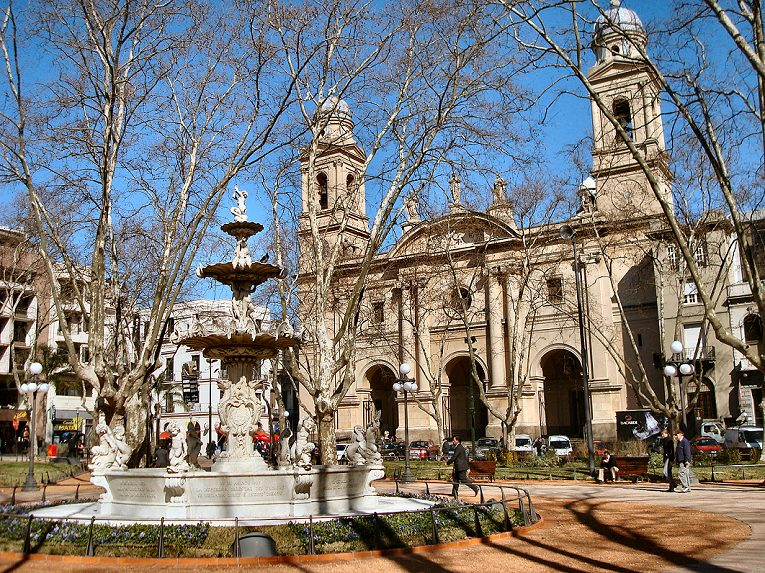
De kathedraal van Montevideo op de Plaza Constitución

Het aartsbisdom Montevideo (Latijn: Archidioecesis Montisvidei) is een rooms-katholiek aartsbisdom met als zetel Montevideo in Uruguay.  
In 1830 werd het apostolisch vicariaat Montevideo opgericht. In 1878 werd dit een bisdom en in 1897 een aartsbisdom.
De kerkprovincie Montevideo valt samen met het grondgebied van Uruguay. Montevideo heeft acht suffragane bisdommen:
- Bisdom Canelones
- Bisdom Florida
- Bisdom Maldonado-Punta del Este-Minas
- Bisdom Melo
- Bisdom Mercedes
- Bisdom Salto
- Bisdom San José de Mayo
- Bisdom Tacuarembó

In 2019 telde het bisdom 83 parochies. Het bisdom heeft een oppervlakte van 540 km² en telde in 2019 1.440.000 inwoners waarvan 63,3% rooms-katholiek was. 

## Bisschoppen

### Bisschoppen
- Pedro Alcántara Jiménez, O. Praem. (1830-1843)
- Jacinto Vera y Durán (1859-1881)
- Innocenzo María Yéregui (1881-1890)
- Mariano Soler 1891-1897)

### Aartsbisschoppen
- Mariano Soler (1897-1908)
- Juan Francisco Aragone (1919-1940)
- Alfredo Barbieri, O.F.M. Cap. (1940-1976)
- Carlos Parteli Keller (1976-1985)
- José Gottardi Cristelli, S.D.B. (1985-1998)
- Nicolás Cotugno, S.D.B. (1998-2014)
- Daniel Sturla, S.D.B. (2014-)

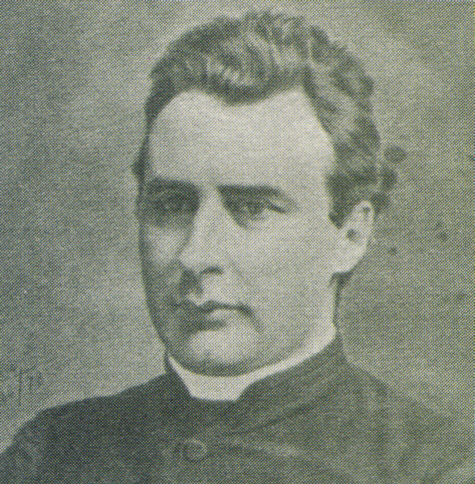
Mariano Soler
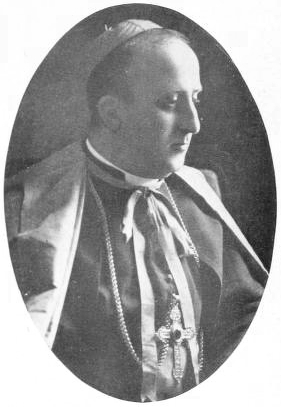
Juan Francisco Aragone
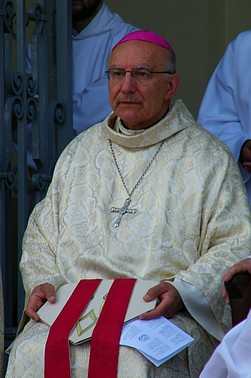
Nicolás Cotugno
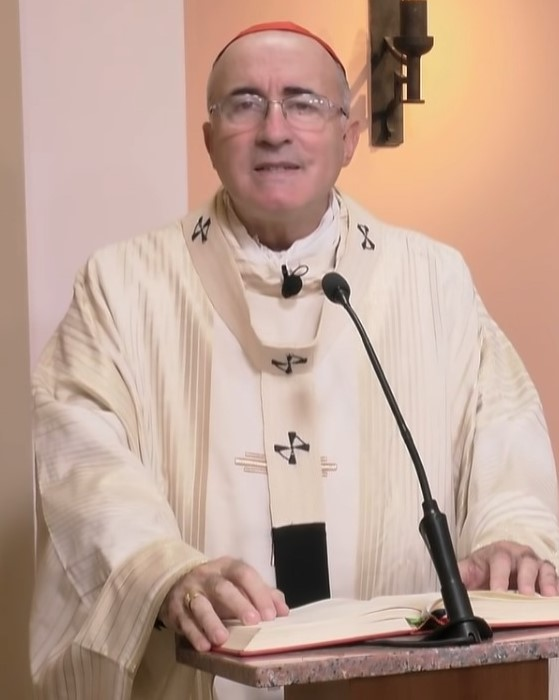
Daniel Sturla